# 烏貝托·帕索里尼
烏貝托·帕索里尼（Uberto Pasolini，1957年5月1日—），義大利導演、製作人。

## 生平
烏貝托·帕索里尼與盧奇諾·維斯孔蒂有血緣關係，曾擔任銀行投資家。他曾參與《青蛙王子》與《教會》等電影製作，《一路到底：脫線舞男》是他最有名的作品。

## 作品
- 《一路到底：脫線舞男》
- 《以假亂真》 （Machan）（2008）
- 《無人出席的告別式》（Still Life）

## 獎項
- 第40回日本報知電影獎國外作品賞（《無人出席的告別式》）